# Pomník bitvy o Monte Cassino
Pomník bitvy o Monte Cassino (polsky Pomnik Bitwy o Monte Cassino w Warszawie) je památník ve Varšavě, který se nachází na prostranství mezi ulicí Generála Anderse a branami do Zahrady Krasiňských nedaleko Muzea archeologie ve varšavském Arzenálu.

## Historie

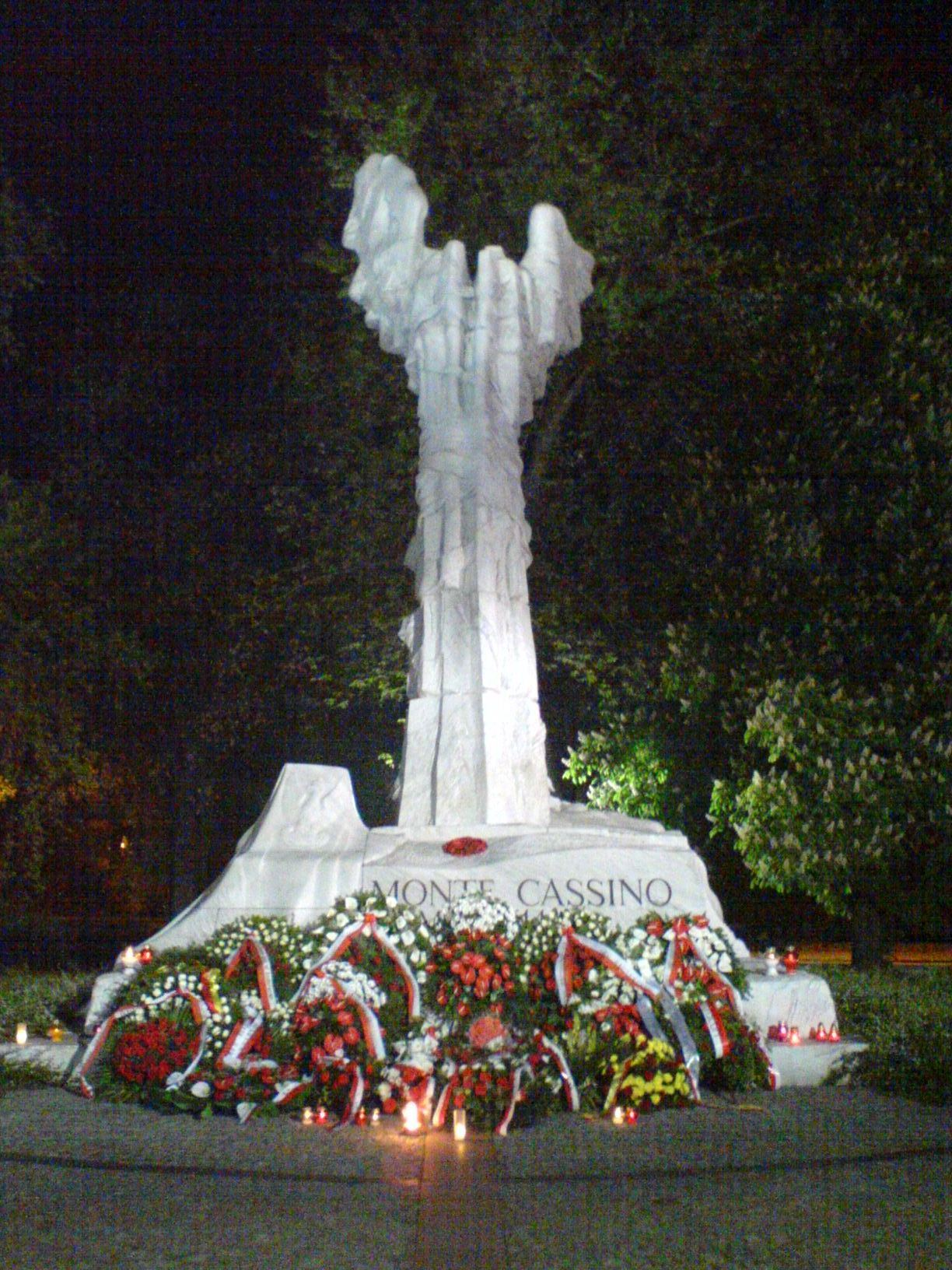
Památník v noci

V prosinci 1994 Společenský výbor pro stavbu památníku bitvy o Monte Cassino ve Varšavě vybral pozemek pro umístění pomníku. V červnu 1995 Asociace polských architektů (Stowarzyszenie Architektów Polskich) vyhlásila soutěž na památník připomínající bitvu o Monte Cassino. Památník byl financován z prostředků veteránů II. polského sboru, který 18. května 1944 dobyl Monte Cassino, a množství institucionálních darů. Byl odhalen 30. května 1999 Irenou Andersovou, vdovou po generálovi Władysławu Andersovi (veliteli II. sboru), za přítomnosti čestné stráže polské armády k 55. výročí bitvy. Prezidenta Polska zastupoval vedoucí kanceláře Ryszard Kalisz.

## Stavba
Návrh pomníku vypracovali sochař Kazimierz Gustaw Zemła a architekt Wojciech Zabłocki. Je postaven ze železobetonu pokrytého bílým carrarským mramorem a váží 220 tun. K uchycení sedmdesátitunového sloupu, který je nejvyšším prvkem celé kompozice, byly vyhloubeny šest metrů hluboké základy. Socha je torzo Níké poznamenané stopami bojů a zranění na 12,5 metru vysokém pomníku. Na podstavci je zobrazena hora Monte Cassino zakrytá pohřebním rouchem, postava Panny Marie a rozházené helmy. Do dvoumetrového podstavce je vyryt Pamětní kříž Monte Cassino, znaky II. armádního sboru a podřízených jednotek, které se účastnily bitvy, polská orlice a urna s popelem hrdinů.

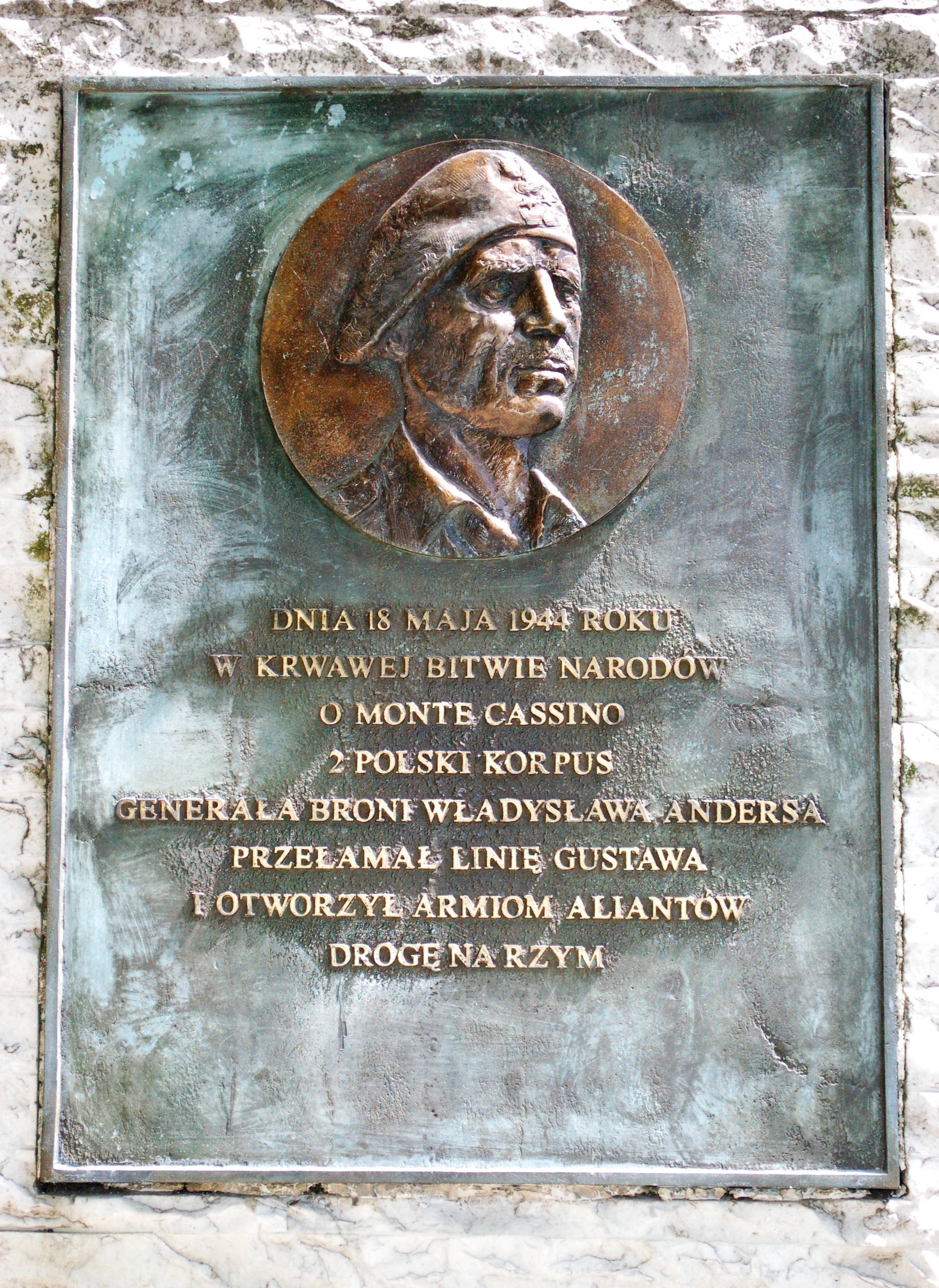

Dva menší pomníky doplňují památník. Jeden nese desku s reliéfem generála Władysława Anderse, pamětní deska na druhém děkuje lidu Persie, který v roce 1942 přivítal více než 120 tisíc polských uprchlíků utíkajících se II. armádním sborem ze Sovětského svazu.

### Nápisy a znaky na pomníku
```

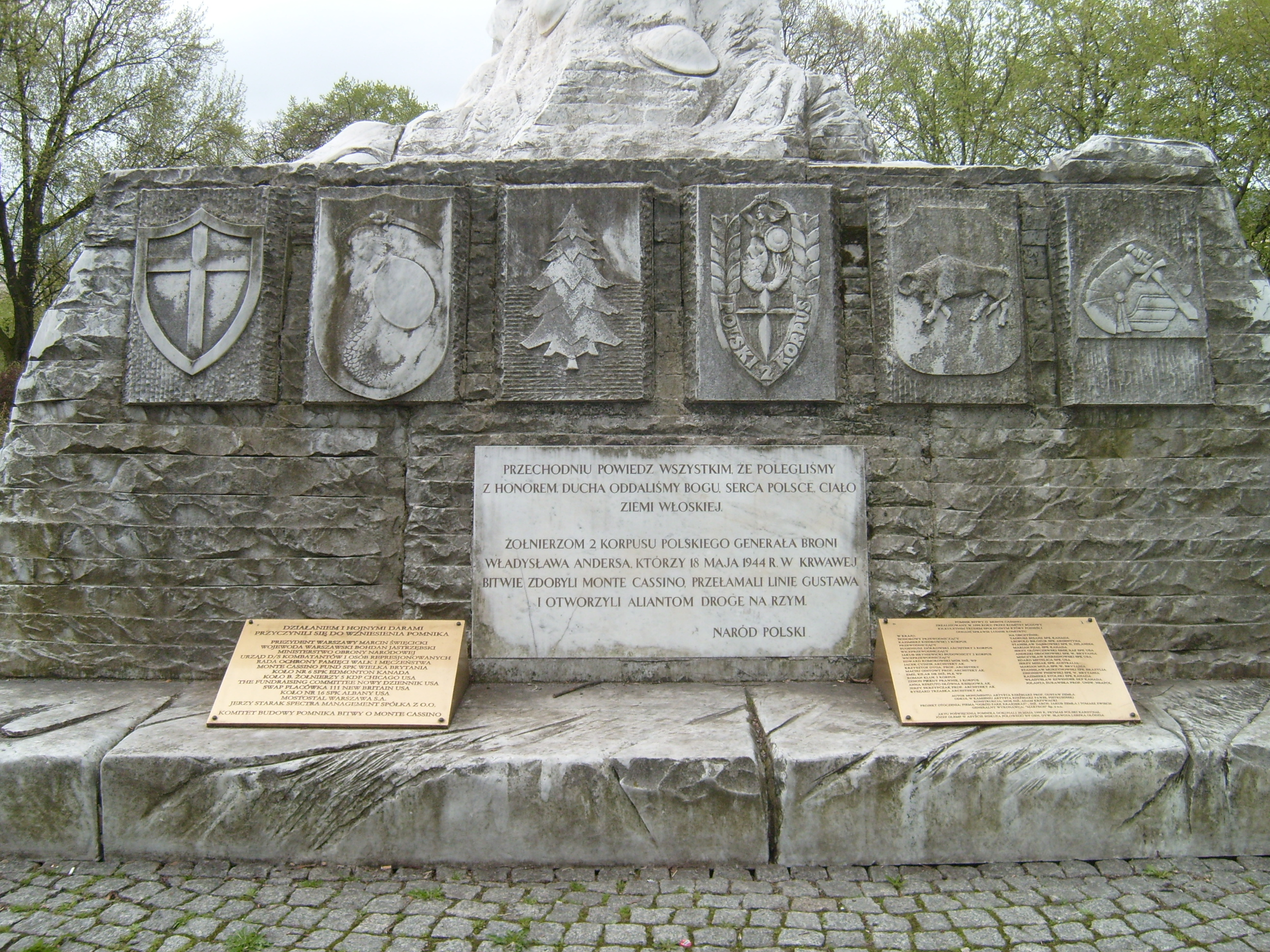
Znaky vojenských jednotek

Przechodniu, powiedz wszystkim, że polegliśmy
z honorem, ducha oddaliśmy Bogu, serca Polsce, ciało 
ziemi włoskiej.
```

```
Żołnierzom 2 Korpusu Polskiego generała broni 
Władysława Andersa, którzy 18 maja 1944 r. w krwawej
bitwie zdobyli Monte Cassino, przełamali Linię Gustawa
i otworzyli aliantom drogę na Rzym. Naród polski.
```

Na podstavci sochy se nacházejí znaky polských jednotek, které bojovaly v bitvě o Monte Cassino. Odleva: znak neurčen, II. sbor, 3. divize karpatských střelců, II. sbor, 5. kresovská pěší divize, 2. varšavská pancéřová divize.